# Oxypyge equalis
Oxypyge equalis är en mångfotingart som beskrevs av Chamberlin 1922. Oxypyge equalis ingår i släktet Oxypyge och familjen Rhinocricidae. Inga underarter finns listade i Catalogue of Life.